# Hyrule
Hyrule er landet hvor The Legend of Zelda-spillene for det meste foregår. Hyrule bliver styret af Daphness Nohansen the third (som man kun ser i The Legend of Zelda: The Wind Waker) og prinsesse Zelda. Dog var den sidste konge ifølge Breath of the Wild Rhoam Bosphoramus Hyrule, selv om han allerede er død ved spillets begyndelse, hvormed Zelda er overladt som det sidste overlevende medlem af den kongelige familie, dog uden at blive kronet som dronning.